# Гаї Ситенські
Гаї Ситенські — пасажирський залізничний зупинний пункт Рівненської дирекції Львівської залізниці розташований на двоколійній, електрифікованій змінним струмом лінії Здолбунів — Красне.
Розташований біля с. Гайки-Ситенські Радивилівського району між станціями Рудня-Почаївська та Радивилів.
На зупинному пункті зупиняються приміські поїзди.